# Cylloceria invicta
Cylloceria invicta là một loài tò vò trong họ Ichneumonidae.